# Kamikaze (album d'Ysa Ferrer)
Pour les articles homonymes, voir Kamikaze (homonymie).
Albums de Ysa Ferrer
D'essences naturelles
(1996) Imaginaire pur
(2008)
Singles
1. Mes rêves
Sortie : 1997
2. Les yeux dans les yeux
Sortie : 1998
3. Tu sais, I know
Sortie : 1998

Kamikaze est le deuxième album studio de la chanteuse Ysa Ferrer sorti le 9 juin 1998. Après un premier album au style RN'B, Ysa Ferrer se tourne vers la musique Club/Up-Tempo qui restera son style musical attitré. Il se vendra à 25 000 exemplaires.
En 2008, l'album ressort sous le titre Kamikaze 2.0 dans une nouvelle version incluant deux titres supplémentaires ainsi qu'un CD de remixes.

## Titres
1. Circonstanciel (Daniel Castano / Ysa Ferrer - Daniel Castano) 4:27
2. Les yeux dans les yeux (Daniel Castano / Ysa Ferrer - Daniel Castano) 3:37
3. Kamikaze (Daniel Castano / Ysa Ferrer - Daniel Castano) 4:13
4. Tie dye (Daniel Castano / Ysa Ferrer - Daniel Castano) 3:57
5. Ederlezi (Goran Bregovic) 4:23
6. Sur la balance (Daniel Castano / Ysa Ferrer - Daniel Castano) 4:49
7. Mes rêves (Daniel Castano / Ysa Ferrer - Daniel Castano) 4:00
8. Tu sais, I know (Daniel Castano / Ysa Ferrer - Daniel Castano) 3:40
9. Motion control (Daniel Castano / Ysa Ferrer - Daniel Castano) 4:10
10. Idéal (Daniel Castano / Ysa Ferrer - Daniel Castano) 4:49
11. Coma d'amour (Daniel Castano / Ysa Ferrer - Daniel Castano) 5:08
12. NDE (Ysa Ferrer - Daniel Castano) 2:37

## Crédits
Tous titres sauf Mes rêves : Réalisation : Thierry Rogen et Daniel Castano 

Enregistrés et mixés au studio Méga (Suresnes) par Thierry Rogen assisté de Etienne Colin et Nicolas Duport 

Masterisés au studio Metropolis Mastering (Londres) par Tony Cousins 

Mes rêves : enregistré, mixé et réalisé par les Rapino Brothers au studio The Apartment (Londres)
Programmation synthés et samples : Thierry Rogen et Daniel Castano, Rapino Brothers sur Mes rêves 

Piano : Yvan Cassar 

Guitares : Slim Pezin, Patrice Tison 

Guitare dobro : Daniel Castano 

Batterie : Hervé Coster 

Cordes dirigées et orchestrées par Yvan Cassar 

Premier violon : Véronique Marcel 

Chœurs : Soulful Voices

## Kamikaze 2.0
CD 1 : Kamikaze 2.0
1. Circonstanciel (Daniel Castano / Ysa Ferrer - Daniel Castano) 4:27
2. Les yeux dans les yeux (Daniel Castano / Ysa Ferrer - Daniel Castano) 3:37
3. Kamikaze (Daniel Castano / Ysa Ferrer - Daniel Castano) 4:13
4. Tie dye (Daniel Castano / Ysa Ferrer - Daniel Castano) 3:57
5. Ederlezi (Goran Bregovic) 4:23
6. Sur la balance (Daniel Castano / Ysa Ferrer - Daniel Castano) 4:49
7. Mes rêves (Daniel Castano / Ysa Ferrer - Daniel Castano) 4:00
8. Flash in the Night (Tim Norell / Bjorn Häkanson) 3:36
9. Tu sais, I know (Daniel Castano / Ysa Ferrer - Daniel Castano) 3:40
10. Motion control (Daniel Castano / Ysa Ferrer - Daniel Castano) 4:10
11. Idéal (Daniel Castano / Ysa Ferrer - Daniel Castano) 4:49
12. Coma d'amour (Daniel Castano / Ysa Ferrer - Daniel Castano) 5:08
13. NDE (Ysa Ferrer - Daniel Castano) 2:37
14. Mourir pour elles (Daniel Castano / Michael Chalais - Ysa Ferrer / Daniel Castano) 4:00

CD 2 : Kamikaze RMX 
1. Mes rêves (Club Mix Edit) 5:25
2. Tu sais, I know (Funky Club Mix Remix) 5:36
3. Flash in the Night (Pinocchio English Hard Version) 5:53
4. Mes rêves (Crazy sur Aix Remix) 4:21
5. Ederlezi (Richi M Radio Version) 3:35
6. Mourir pour elles (Tha Electro Funk Remix) 4:43
7. Mes rêves (Alone in the Dark Remix) 5:09
8. Tu sais, I know (Trousers Enthusiasts Muscle Beach Club Remix) 8:38
9. Les yeux dans les yeux (Richi M Progress Remix) 7:47
10. Ederlezi (Positivo ElectroBox Mix) 4:25
11. Tu sais, I know (Muscle Beach Instrumental Edit) 3:35